# Gnojnice (gmina)
Gnojnice (od 1945 Młyny) – dawna gmina wiejska w powiecie jaworowskim województwa lwowskiego II Rzeczypospolitej. Siedzibą władz gminy były Gnojnice.
Gminę utworzono 1 sierpnia 1934 r. w ramach reformy na podstawie ustawy scaleniowej z dotychczasowych gmin wiejskich: Budzyń, Chotyniec, Gnojnice, Hruszowice, Młyny i Wola Gnojnicka.
Pod okupacją niemiecką w Polsce (GG) gminę zniesiono, włączając ją do nowo utworzonej gminy Krakowiec. 
Po II wojnie światowej siedziba gminy – Gnojnice oraz Wola Gnojnicka zostały odłączone od Polski i włączone do Ukraińskiej SRR. Większość obszaru gminy pozostała w Polsce, przez co utworzono z niego nową gminę Młyny z siedzibą w Młynach w powiecie jarosławskim w nowo utworzonym woj. rzeszowskim.